# A Nova Liberdade

Woodrow Wilson, entre 1914 e 1918

A Nova Liberdade (em inglês: The New Freedom) foi a plataforma de campanha de Woodrow Wilson na eleição presidencial de 1912 e também se refere aos programas progressistas promulgados por Wilson durante seu mandato como presidente. Expressado pela primeira vez em seus discursos e promessas de campanha, Wilson escreveu mais tarde um livro de mesmo nome em 1913. Após as eleições de meio de mandato de 1918, os republicanos assumiram o controle do Congresso e se mostraram, em sua maioria, hostis à Nova Liberdade. Como presidente, Wilson se concentrou em vários tipos de reforma, como as seguintes:
1. Reforma tarifária: Isso ocorreu por meio da aprovação da Lei Tarifária Underwood de 1913, que reduziu as tarifas pela primeira vez desde 1857 e foi contra o lobby protecionista. [1]
2. Reforma trabalhista: Isto foi alcançado através de medidas como a Lei das Oito Horas para as Mulheres do Distrito de Columbia, a Lei dos Marinheiros, a Compensação dos Trabalhadores para Funcionários Federais, a Lei Federal do Trabalho Infantil, [2] e a Lei Adamson. Durante a campanha de 1912, Wilson falou em apoio à organização dos trabalhadores em sindicatos, ao mesmo tempo em que endossava "a melhoria dos homens nesta e na outra ocupação, a proteção das mulheres, a proteção das crianças, a promoção da justiça social". [3]
3. Reforma empresarial: Foi estabelecida através da aprovação da Lei da Comissão Federal de Comércio de 1914, que criou a Comissão Federal de Comércio para investigar e interromper práticas comerciais desleais e ilegais, emitindo ordens de "cessar e desistir", e da Lei Antitruste Clayton. [1]
4. Reforma agrícola: Isto foi conseguido através de medidas como as Leis de Futuros de Algodão e Smith-Lever de 1914, as Leis de Padrões de Cereais e Armazéns de 1916 e a Lei Smith-Hughes de 1917. [4]
5. Reforma bancária: Isso ocorreu em 1913 por meio da criação do Sistema da Reserva Federal e em 1916 por meio da aprovação da Lei Federal de Empréstimos Agrícolas, que criou Bancos de Empréstimos Agrícolas para apoiar os agricultores. [1]

## Slogan de campanha em 1912
A posição de Wilson em 1912 era de oposição às ideias do Novo Nacionalismo do candidato do Partido Progressista Theodore Roosevelt, particularmente na questão da modificação antitruste. Segundo Wilson, "Se a América não quiser ter livre iniciativa, não poderá ter liberdade de nenhuma espécie". Wilson foi fortemente influenciado pelo seu principal conselheiro económico, Louis D. Brandeis, um inimigo das grandes empresas e do monopólio. 
Embora Wilson e Roosevelt concordassem que o poder econômico estava sendo abusado pelos trustes, Wilson e Roosevelt estavam divididos sobre como o governo deveria lidar com a restrição do poder privado, como no desmantelamento de corporações que tinham muito poder econômico em uma grande sociedade. Wilson escreveu extensivamente sobre o significado de "governo" logo após sua eleição.

## Wilson no cargo
Uma vez eleito, Wilson lançou um programa de reforma social e econômica. Wilson nomeou Brandeis para a Suprema Corte dos EUA em 1916. Ele trabalhou com o Congresso para dar aos funcionários federais indenização trabalhista, proibiu o trabalho infantil com a Lei Keating-Owen (a lei foi considerada inconstitucional em 1918) e aprovou a Lei Adamson, que garantiu uma jornada máxima de trabalho de oito horas para funcionários ferroviários. O mais importante foi a Lei Clayton de 1914, que em grande parte pôs fim à questão da confiança ao definir as práticas injustas específicas que as empresas não estavam autorizadas a praticar.  O ambiente legislativo foi favorável a Wilson, com maiorias democratas progressistas no Congresso durante seu primeiro mandato.  
No final do governo Wilson, uma quantidade significativa de legislação progressista havia sido aprovada, afetando não apenas questões econômicas e constitucionais, mas também fazendeiros, trabalhadores, veteranos, meio ambiente e conservação. A agenda de reformas realmente colocada em lei por Wilson, no entanto, não se estendeu tanto quanto o que Roosevelt havia pedido, mas nunca havia realmente aprovado, como uma semana de trabalho padrão de 40 horas, leis de salário mínimo e um sistema federal de seguridade social.

Isto foi possivelmente um reflexo das próprias convicções ideológicas de Wilson, que, de acordo com Elizabeth Warren  e Herbert Hoover, era um adepto da Democracia Jeffersoniana  (embora Wilson tenha defendido reformas como os créditos agrícolas durante a sua presidência, e defendido o direito dos americanos a ganharem um salário digno e a viverem e trabalharem "em ambientes sanitários" no seu Discurso do Estado da União de 1919).  No entanto, apesar dessa caracterização, Wilson se identificou com a política progressista durante grande parte de sua vida. Durante seu mandato como governador de Nova Jersey, várias leis de reforma foram aprovadas pela legislatura de Nova Jersey e assinadas por Wilson. Isto incluía leis que previam “pelo menos meia hora de refeição após seis horas contínuas de trabalho” e a nomeação de comissários para as pensões de velhice e o seguro de velhice, juntamente com leis relativas às horas de trabalho e à saúde e segurança.  Wilson também se manifestou em apoio à legislação que beneficia os trabalhadores, afirmando em uma de suas mensagens anuais:
Fizemos muito para garantir a justiça e a segurança dos trabalhadores do Estado nas nossas leis fabris, na nossa legislação sobre cortiços e na nossa lei de responsabilidade dos empregadores, mas não fizemos o suficiente. Nossos trabalhadores exigem muito justamente mais legislação no que diz respeito à inspeção e regulamentação de fábricas e oficinas, e eu recomendo legislação deste tipo à sua consideração muito cuidadosa e séria. Recomendo, além disso, a aprovação, o mais rapidamente possível, de uma lei que obrigue os caminhos-de-ferro que operam neste Estado a fornecerem aos seus comboios tripulações adequadas. Nosso estado irmão da Pensilvânia adotou legislação desse tipo, e as ferrovias cujas linhas cruzam da Pensilvânia para Nova Jersey, na verdade, transportam tripulações completas para a fronteira deste Estado, e depois enviam seus trens através de Nova Jersey com tripulações reduzidas, para o perigo , como acredito, da vida e da propriedade; exigindo mais da pequena tripulação do que pode fazer de forma segura e completa.
No seu discurso de aceitação da nomeação democrata, Wilson defendeu a legislação laboral, afirmando que
Os trabalhadores da América – se é que devem ser distinguidos da minoria que constitui o resto da América – são, obviamente, a espinha dorsal da Nação. Nenhuma lei que salvaguarde as suas vidas, que melhore as condições físicas e morais em que vivem, que torne as suas horas de trabalho racionais e toleráveis, que lhes dê liberdade para agir no seu próprio interesse, e que os proteja onde eles não podem proteger-se a si próprios, pode ser propriamente considerada como legislação de classe ou como qualquer coisa, menos como uma medida tomada no interesse de todo o povo, cuja parceria na ação correta estamos a tentar estabelecer e tornar real e prática.
Wilson também apoiou a legislação sobre o salário mínimo,  tendo até mesmo desempenhado um papel na decisão tomada por Henry Ford de introduzir um salário mínimo diário de 5 dólares para as suas funcionárias. 

Em sua obra The State, Wilson defendeu um papel assistencialista para o estado, argumentando que entre suas funções estava a provisão de seguro de estilo alemão para trabalhadores e cuidados "para os pobres e incapazes".  Wilson também era um defensor das pensões de professores  e pensões de mães (subsídios em dinheiro para mães pobres), com ele e sua filha convidando Henry Nell (“pai das pensões de mães”) para discutir “meios para espalhar o evangelho da pensão das mães”.  As opiniões de Wilson sobre o bem-estar foram expressas em outra ocasião em suas Notas para Cinco Palestras sobre Governo Municipal (dadas no Instituto de Artes e Ciências do Brooklyn em novembro e dezembro de 1898),  nas quais ele descreveu várias funções que ele disse que o governo municipal deve assumir, que incluíam funções assistencialistas como Saneamento (“incluindo parques, moradia para classes pobres e trabalhadoras etc.”) e “Tutela e alívio de classes indigentes e desamparadas arruinadas pela pressão da cidade”).  Nas mesmas notas, Wilson argumentou que “As instituições de caridade, por exemplo, deveriam ser retiradas da esfera da organização e do esforço privado e voluntário e tornadas o dever legal imperativo do Todo. O alívio dos pobres e a melhoria das condições em que vivem são tanto uma função governamental quanto a Educação (que vem sob o título, não apenas de dever humano, mas também de saneamento social). As instituições de caridade privadas não precisam ser proibidas.”  Enquanto servia como governador de Nova Jersey, as opiniões de Wilson sobre o bem-estar foram discutivelmente refletidas na plataforma adotada pelo Partido Democrata de Nova Jersey em 1912, cuja autoria foi atribuída a Wilson,  que incluía uma plataforma pedindo mais intervenção no campo da saúde e do bem-estar:
Também favorecemos e endossamos os esforços que o nosso Estado e as suas diversas instituições estão a desenvolver para a preservação da saúde pública e, com o objetivo de enfrentar eficazmente o problema da tuberculose, acreditamos no estabelecimento de um sistema de inspeção médica especializada de todos crianças em idade escolar e a ampliação, sob supervisão especializada, de um sanatório para pessoas afetadas pela tuberculose incipiente. Aos infelizes que, por motivos de deficiência intelectual, pobreza ou confinamento forçado, estão atualmente sob a tutela do Estado, favorecemos a sua manutenção e a concessão de todos os cuidados possíveis, para que as suas deficiências possam ser remediadas ou pelo menos a sua condição. melhorado.”
Wilson expressou opiniões semelhantes em 1913, argumentando que os trabalhadores tinham direito a um salário digno e observando:
Não poderá haver igualdade de oportunidades, o primeiro elemento essencial da justiça no corpo político, se os homens, as mulheres e as crianças não forem protegidos nas suas vidas, na sua própria vitalidade, das consequências dos grandes processos industriais e sociais que não podem alterar, controlar ou enfrentar sozinho. A sociedade deve zelar para que ela própria não esmague, enfraqueça ou danifique as suas próprias partes constituintes. O primeiro dever da lei é manter sólida a sociedade que serve. As leis sanitárias, as leis alimentares puras e as leis que determinam as condições de trabalho que os indivíduos são impotentes para determinar por si próprios são partes íntimas da própria questão da justiça e da eficiência jurídica. Um dos sinais mais esperançosos dos tempos é o facto de começarmos a ouvir e a compreender este "tom solene e móvel da nossa vida", e a nossa legislação social mostrar sinais de um desejo sincero de aliviar o fardo morto da miséria sob que nossos trabalhadores cambaleiam e gemem. O Estado está gradualmente a crescer, através do desenvolvimento do seu chamado poder policial, até à estatura e dignidade de 'parens patrae', guardião ou guardião do bem-estar público.
Em vários discursos de campanha em 1912, Wilson falou sobre a necessidade de maior justiça social na América. Num discurso ele argumentou como:
Temos de garantir que não haja sobrelotação, que não haja saneamento deficiente, que não haja propagação desnecessária de doenças evitáveis, que haja todas as salvaguardas contra acidentes, que as mulheres não sejam obrigadas a tarefas impossíveis e que as crianças não sejam autorizadas a gastar sua energia antes de poder ser gasta, que toda a esperança da raça deve ser preservada, e que os homens devem ser preservados de acordo com as suas necessidades individuais e não de acordo com os programas da indústria meramente.
Num outro discurso, Wilson apresentou um argumento semelhante a favor de uma maior intervenção governamental na sociedade, argumentando que:
Um governo destina-se a servir as pessoas que vivem sob ele. Agora, existem muitas maneiras de servir as pessoas que vivem sob ela, e nosso governo negligenciou algumas dessas maneiras. Só agora estamos a começar a aprender a cuidar do nosso pessoal, a prevenir acidentes, onde os acidentes são obviamente susceptíveis de ocorrer em muitos empregos, a evitar horas de trabalho excessivas, a evitar que as mulheres fiquem sobrecarregadas, a impedir que crianças pequenas sejam trabalhadas. Há uma série de coisas que hoje em dia consideramos como função do governo, mas o governo tem sido negligente com relação a essas coisas porque tem cuidado de grupos específicos de pessoas e não pensado na vida das pessoas como um todo. E agora o povo americano, em todos os níveis, está a olhar diretamente para o governo, está a pôr de lado todas as noções sobre ele.
Wilson também falou da necessidade de tirar as pessoas da pobreza, afirmando num discurso que fez em Dezembro de 1912:
"Deus sabe que os pobres já sofrem o suficiente neste país, e um homem hesitaria em dar um único passo que aumentasse o número dos pobres, ou o fardo dos pobres, mas devemos avançar para a emancipação dos pobres, e essa emancipação virá da nossa própria emancipação dos erros das nossas mentes quanto ao que constitui prosperidade. A prosperidade não existe para uma nação a menos que seja generalizada. A prosperidade não é algo que possa ser consumido de forma privada ou por um pequeno número de pessoas, e a quantidade de riqueza numa nação é muito menos importante do que a acessibilidade à riqueza numa nação. Quanto mais pessoas você o tornar acessível, mais energia você evocará, até que atualmente, se você levar o processo longe o suficiente, você obterá quase o entusiasmo de um ato criativo.”
Além disso, embora não fosse socialista, Wilson concordava com o programa socialista que o Partido Trabalhista do Reino Unido apresentou em 1918, com exceção do seu apelo por um salário mínimo devido à incerteza de Wilson sobre como este seria mantido.  Entre as muitas propostas do programa estavam o fim do desemprego e a expansão da cobertura dos benefícios de desemprego. 
Embora o papel do governo sob Wilson tenha se expandido em uma direção progressiva, a Nova Liberdade não foi tão longe quanto sua retórica sugeria. Por exemplo, embora apoiasse benefícios para os trabalhadores, como pensões, indemnizações por acidentes e planos de participação nos lucros (observando no seu livro "The New Freedom" como várias empresas tinham introduzido tais benefícios "de boa-fé" aos seus empregados),  Wilson e a sua administração nunca aprovaram legislação no Congresso que estendesse estes benefícios a toda a força de trabalho, enquanto um sistema nacional de seguro de saúde do tipo defendido por Roosevelt nunca foi estabelecido, apesar do facto de Wilson, de acordo com um estudo, "ter promovido a política de cobertura universal de seguro de saúde de Roosevelt quando foi eleito presidente".  Apesar disto, a New Freedom fez muito para alargar o poder do governo federal nos assuntos sociais e económicos, e sem dúvida abriu caminho para futuros programas de reforma, como o New Deal e a Great Society.

## Legislação e programas
Observação: esta lista contém reformas elaboradas pelo governo Wilson como parte de seu programa Nova Liberdade, juntamente com reformas de guerra e reformas elaboradas por congressistas individuais. Os dois últimos foram incluídos porque é discutível que a natureza progressiva dessas reformas era compatível com o liberalismo da Nova Liberdade.

### Agricultura
- De acordo com um jornal, quando David F. Houston se tornou chefe do Departamento de Agricultura em 1913, “ele expressou o fermento do “movimento progressista” ao ampliar sistematicamente as políticas do departamento, direcionando-as para os campos da distribuição, para os problemas económicos mais amplos da economia rural. vida, nas questões dos preços justos para os agricultores e dos preços injustos para os consumidores, nos problemas de gestão agrícola e de gestão doméstica". [33]
- Uma disposição da Lei da Reserva Federal, aprovada em 23 de dezembro de 1913, autorizou os bancos nacionais a emprestar dinheiro para hipotecas agrícolas..[34]
- Para os agricultores, havia uma disposição na Lei da Reserva Federal em que o Conselho da Reserva Federal "foi dado poder para definir o papel que seria elegível para desconto, para tornar o papel agrícola elegível e para lhe dar um vencimento de seis meses contra noventa dias para papel comercial ordinário". [35]
- A Lei Smith-Lever de 1914 levou ao apoio do governo federal para apoiar cooperativas agrícolas, criando um sistema de agentes nacionais para ajudar os agricultores a conduzir uma criação de gado e cultivo de culturas mais eficiente e científica..[36]
- A Lei do Armazém de Algodão (1914) autorizou o governo federal a licenciar armazéns. A intenção desta legislação era garantir que um melhor manejo das colheitas "tornaria os recibos de armazém mais facilmente aceitáveis pelos bancos como garantia para empréstimos". [37]
- A criação do sistema bancário regional e a administração da Controladoria da Moeda resultaram numa redução geral das taxas de juro de 1 a 3%.[38]
- O dinheiro foi fornecido pelo Secretário do Tesouro em abundância e a taxas baixas para movimentar as colheitas..[38]
- A dotação para a erradicação do carrapato do gado foi duplicada, enquanto a dotação para o controlo da cólera suína aumentou de 100.000 dólares para 360.000 dólares. Além disso, a febre aftosa foi erradicada a um custo para o governo de 4.500.000 dólares.[38]
- Um serviço de notícias de mercado e ações ao vivo foi estabelecido.[38]
- Numa revisão da tarifa foi dada especial atenção às necessidades especiais dos agricultores, com vários artigos peculiarmente utilizados pelos agricultores colocados na lista livre. Isso incluía artigos como máquinas para uso na fabricação de açúcar, descaroçadores de algodão, debulhadoras, cultivadores, escarificadores, cortadores de grama, semeadoras e plantadeiras agrícolas, ceifeiras, colheitadeiras, grades dentadas e de disco, arados e vagões e carroças..[38]
- Um inquérito às mulheres agrícolas foi realizado em 1913, o que foi fundamental “para determinar as primeiras políticas do Sistema de Extensão e estabelecer prioridades que afectaram as mulheres e os homens agricultores durante pelo menos as próximas duas décadas”.[39]
- A Lei de Extensão Agrícola (1914) autorizou subsídios federais às faculdades agrícolas estaduais com a finalidade de apoiar um programa de trabalho de extensão em áreas agrícolas.[37]
- A Lei Federal de Empréstimos Agrícolas de 1916 forneceu crédito federal a pequenos agricultores por meio de cooperativas.[36]
- A Lei do Armazém de 1916.
- A Lei de Aumento de Ações de Homestead de 1916.
- A Lei de Padrões de Grãos de 1916 determinou a classificação e inspeção de grãos sob licença federal.[40]
- Ao abrigo de uma dotação especial fornecida pelas Leis de Produção e Controlo Alimentar de 1917, as sementes foram compradas e vendidas aos agricultores a preço de custo, enquanto fertilizantes também eram distribuídos. Além disso, naquele ano, o Departamento de Agricultura começou a fiscalizar os produtos agrícolas nos mercados centrais, ao mesmo tempo que foi lançado um programa de licenciamento de armazéns, produtores de fertilizantes, empresas de equipamentos agrícolas e currais..[41]
- De 1918 a 1931, empréstimos iniciais de emergência foram concedidos pelo Congresso através do Secretário da Agricultura. Estes empréstimos foram concedidos “para ajudar os agricultores em áreas designadas que tinham sofrido dificuldades incomuns, como secas e inundações, e não conseguiam obter crédito noutro local”.[42]

### Trabalho
- Uma investigação senatorial sobre disputas industriais nas minas de carvão da Virgínia Ocidental resultou em ganhos como o fornecimento de balanças de controle, uma jornada de 8 horas e o direito de organização garantido.[43]
- Em 1914, foi aprovada uma disposição de 8 horas “para funcionários sob a lei do carvão do Alasca”.[43]
- A lei de inspeção de caldeiras de locomotivas foi estendida para cobrir motores de locomotivas e propostas (1915).[43]
- A licença remunerada para funcionários de gráficas governamentais aumentou de 26 para 30 dias por ano (1915).[43]
- Em 1915, aos oficiais licenciados, incluindo pilotos, imediatos e comandantes, foi garantido o direito de demissão e protegidos “ao relatarem defeitos de suas embarcações aos inspetores do governo.”[43]
- A Lei do Bureau of Mines foi ampliada e fortalecida, com o fornecimento de 7 novas estações de segurança e 10 novas estações experimentais (1915).[43]
- Trabalho mais estável foi garantido aos funcionários dos estaleiros navais do Governo.[44]
- The wages of the metal-trade mechanics employed by the Government were increased.[45]
- Uma investigação de disputas industriais nas jazidas de ouro do Colorado e na região de cobre de Michigan expôs condições de trabalho intoleráveis.[45]
- O trabalho por peça no Departamento de Correios, Washington, D.C. foi proibido.[45]
- Dotações mais adequadas foram feitas ao Departamento do Trabalho durante o primeiro mandato de Wilson para continuar o seu trabalho.[46]
- Foi evitada a redução de salários e a instalação e cobrança de aluguéis dos funcionários da Zona do Canal do Panamá.[46]
- O sistema Taylor, cronômetro e métodos de aceleração foram proibidos nas estações de torpedos, fábricas de armas, estaleiros navais e arsenais dos Estados Unidos (1914).[43]
- A lei federal de 8 horas, aplicável a empreiteiros que trabalham para o governo dos EUA, foi bastante fortalecida, “particularmente em referência ao salário básico para uma jornada padrão de oito horas e às taxas mínimas de horas extras para funcionários de tais empreiteiros governamentais.”[47]
- No que diz respeito ao desemprego, Wilson elevou o histórico de seu governo no enfrentamento deste problema durante seu primeiro mandato, afirmando durante um discurso do Jackson Day em Indianápolis em janeiro de 1915 "que ele considerava os esforços do Departamento do Trabalho para lidar com o problema como um dos maiores realizações de sua administração.”[48]
- Em 1915, os primeiros números mensais do desemprego do governo federal foram divulgados “a partir de dados de folha de pagamento coletados de alguns setores.”[49]
- O crescimento e aumento das atividades do Serviço de Saúde Pública enfatizou a necessidade de um aumento correspondente no número de oficiais treinados para o trabalho de saúde pública federal, que o Congresso reconheceu “pelo aumento das dotações para o pagamento de oficiais comissionados adicionais para o ano fiscal de 1915, embora apenas na proporção de metade da estimativa apresentada pelo departamento.”[50]
- Os funcionários dos Correios foram colocados ao alcance da Lei de Compensação por Lesões (1914).[43]
- A Lei La Follette-Peters (1914) determinou uma jornada de trabalho de oito horas para a maioria das trabalhadoras no Distrito de Columbia.[51]
- A Lei dos Marinheiros de 1915[52] visava proteger os marinheiros mercantes. Proibiu a sua exploração por oficiais e armadores através de práticas como horas indefinidas, alimentação inadequada, salários baixos e abandono em portos ultramarinos com pagamentos atrasados devidos..[53]
- A Lei Adamson concedeu aos trabalhadores ferroviários em viagens interestaduais uma jornada de trabalho de oito horas.[53]
- A Lei Clayton reforçou a regulamentação antitruste, ao mesmo tempo que isentou as cooperativas agrícolas e os sindicatos, pondo assim fim às decisões habituais do tribunal de que os boicotes e as greves eram “para restringir o comércio”.[53]
- Foi aprovada uma lei que fixa salários mínimos para mulheres e crianças no Distrito de Colúmbia (1918).[54]
- A Lei do Gabinete da Mulher de 1920 estabeleceu um Gabinete da Mulher para “formular padrões e políticas que promovam o bem-estar das mulheres assalariadas, melhorem as suas condições de trabalho, aumentem a sua eficiência e promovam as suas oportunidades de emprego rentável”.[55]
- Em 1918, ocorreu o primeiro uso “de contratos do governo federal para restringir o uso do trabalho infantil.”[49]
- Uma Lei Fiscal do Trabalho Infantil (1919) estabeleceu um imposto de 10% sobre os lucros líquidos das fábricas e minas que empregam crianças "para compensar qualquer vantagem competitiva" que os empregadores obtivessem dessa forma. A legislação introduziu uma idade mínima de 14 anos para os trabalhadores na maioria dos empregos e de 16 anos para a mineração e o trabalho nocturno. A legislação também exigia prova documental de idade e, como a Lei Keating-Owen anterior, limitava o horário de trabalho para menores. De 1919 a 1922 (ano em que o Supremo Tribunal declarou a legislação inconstitucional), provavelmente como resultado ou em parte por causa desta legislação, o número de crianças trabalhadoras caiu 50%.[56]
- A Lei de Compensação dos Trabalhadores (Lei Kern-McGillicuddy).
- De acordo com um senador, muito foi feito em benefício do trabalho durante o primeiro mandato de Wilson, argumentando que “é agora livremente admitido por pensadores independentes que legislação mais construtiva, de benefício real para o povo em geral, foi promulgada durante os três e um meio ano de administração do presidente Wilson do que durante os quarenta anos anteriores.” O mesmo senador argumentou que um dos “muitos atos significativos do Presidente Wilson que trará grande alívio aos trabalhadores unidos é o resultado das audiências da Comissão de Relações Industriais dos Estados Unidos, cujos membros foram nomeados, com Frank P. Walsh de Kansas City como seu presidente. Esta comissão investigou extensivamente as condições subjacentes que afectam vitalmente os assalariados da nação e publicou relatórios e provas que serão de benefício incalculável.” Além disso, “O Governo Federal, na administração das leis, está empenhado mais assiduamente do que nunca em ajudar os Estados e os empregadores, estudando cuidadosamente os problemas das minas e a proteção dos trabalhadores nas minas. O sistema geral de proteção nas fábricas também é motivo de preocupação para os dirigentes do Governo Federal e está pronto para ajudar qualquer comunidade ou empregador a colocar em operação os métodos de proteção mais aprovados.”[57]
- A Lei Keating-Owen
- A Resolução Kern de 1913.
- A Lei Saboth de 1913.
- A Lei Trabalhista de Newlands de 1913.
- A Lei Federal de Inspeção de Caldeiras de 1915.
- A Lei de Licenças de Ocupação de 1915.
- A Lei de Publicidade Fraudulenta de 1916.
- A Lei da Marinha Mercante de 1920.
- A Lei Esch-Cummins de 1920.[58][59]

### Saúde e bem-estar
- De acordo com um estudo, a administração de Wilson “lançou as bases para um “estado de bem-estar social” ao prever a correspondência de fundos federais com os dos estados para equalizar certas facilidades em todo o país; novos impostos foram cobrados para tornar isso possível". [60]
- Os membros da Ordem Fraternal das Águias foram incumbidos por Wilson, conforme reflectido por um senador, “para estudar as leis de pensões de velhice no estrangeiro com vista à sua adopção neste país”. [61]
- Um livro de campanha democrata de 1916 enfatizou várias iniciativas em saúde pública sob Wilson. Durante o seu primeiro mandato, a administração Wilson “abordou a questão das condições sanitárias nas comunidades rurais para a protecção da saúde dos agricultores”. Segundo uma estimativa, a febre tifóide foi reduzida em 80%, enquanto em algumas localidades o Serviço de Saúde Pública fez investigações. Também foi estimado que outros estudos reduziram a prevalência da malária em até 50 por cento.” Durante o primeiro mandato de Wilson, foram inauguradas extensas investigações pelo Serviço de Saúde Pública sobre os riscos ocupacionais da indústria. Um laboratório industrial, por exemplo, “foi equipado no distrito de Pittsburgh para o estudo e prevenção de doenças profissionais e industriais e investigações minuciosas foram feitas em outros lugares sobre os riscos ocupacionais de diversas indústrias”. Os perigos dos mineiros também foram investigados e os métodos a adoptar para a melhoria das condições de higiene e o melhor saneamento das minas foram delineados e seguidos, “como, por exemplo, a prevenção da tuberculose entre os mineiros de zinco do Missouri. Em muitos outros casos foi possível recomendar e adotar medidas que levaram à redução das doenças e ao salvamento de muitas vidas.” [62]
- A Lei de Serviço de Cúter de 1914
- A Lei Federal de Ajuda Rodoviária de 1916
- A Lei das Estradas Postais Rurais de 1916
- A Lei de Apropriações Civis Diversas autorizou US$ 200.000 para a recém-formada Divisão de Pesquisa Científica do Serviço de Saúde Pública dos Estados Unidos.[63]
- Uma lei de 24 de junho de 1914 previa o fornecimento de assistência médica às tripulações de pesca.[64]
- Uma lei foi aprovada (1916) autorizando serviços hospitalares e médicos para funcionários públicos feridos no trabalho.[65]
- Uma lei antinarcóticos foi aprovada (1914).[66]
- Um projeto de lei federal estabelecendo padrões mínimos de habitação no Distrito de Columbia foi aprovado (1914), resultado dos esforços da primeira esposa do presidente Wilson, Ellen Wilson.[67]
- Uma Lei de 22 de outubro de 1914 previa que “quando a esposa de um colono ou ingressante, enquanto residia sob a reivindicação de bem de família e antes da apresentação da prova final, tiver sido abandonada e abandonada por seu marido por mais de 1 ano, ela poderá apresentar prova (por comutação ou outra) da entrada e obter patente em seu próprio nome, sendo-lhe concedido crédito por toda residência e cultivo que tiver e benfeitorias realizadas, por ela ou pelo marido.”[68]
- Benefícios de saúde e seguro de invalidez foram introduzidos para os faroleiros (1916).[69]
- Foi estabelecido um programa cooperativo federal-estadual de subsídios em dinheiro para serviços de saúde pública (1917).[70]
- De acordo com um relatório de 1914, “Devido à autoridade adicional e às maiores dotações concedidas, o ano que acaba de terminar marca o início de uma nova época no desenvolvimento de investigações sobre questões de saúde pública. Estas investigações, quer recentemente iniciadas, quer ampliadas, relacionam-se com doenças do homem, saneamento rural, higiene escolar, higiene industrial, organização e administração sanitária, poluição de águas navegáveis e eliminação de esgotos e resíduos.”[71]
- Uma Lei de 23 de Junho de 1913 autorizou a utilização do “fundo epidémico” para a prevenção do tracoma.[72]
- Foi iniciado um sistema de seguro de vida e assistência médica para funcionários federais.[73]
- A Lei Harrison Narcotic (1914) exigia prescrições de produtos que excedessem o limite permitido de narcóticos e exigia “aumento da manutenção de registros para médicos e farmacêuticos que dispensam narcóticos.”[74]
- Em 1916, recursos foram apropriados pelo Congresso para estudos em saneamento rural “estabelecendo formalmente a cooperação entre os Estados e o Serviço de Saúde Pública.”[75]
- O Children's Bureau foi nomeado pelo Presidente Wilson, cujos esforços foram direcionados para averiguar as relações entre pobreza, doença e mortalidade.[76]
- Em 1918, foram disponibilizadas as primeiras verbas federais aos estados para serviços de saúde pública.[77]
- Um plano de aposentadoria para faroleiros foi introduzido (1918).[78]
- Em 1918, foram oferecidos os primeiros empréstimos federais às empresas de construção naval para abrigar seus trabalhadores..[79]
- Um hospital federal para hanseníase foi autorizado (1917).[66]
- O Congresso estendeu “o uso do fundo especial e autorizou a aceitação de presentes sob a Lei de Reabilitação de Soldados Deficientes.”[80]
- A legislação previa seis meses de gratificação aos dependentes de marinheiros falecidos da Marinha.[80]
- O Sistema de Aposentadoria da Função Pública foi estabelecido (1920) para fornecer pensões a funcionários federais civis aposentados[81]
- A Lei da Morte em Alto Mar (1920) visava indenizar as esposas dos marinheiros que morreram no mar. A legislação permitiu aos sobreviventes “recuperar danos pecuniários ou os salários perdidos dos seus familiares dos quais dependiam financeiramente”.[82]
- O trabalho de bem-estar corporativo foi incentivado pela administração Wilson.[83]

### Medidas de guerra
- Foi criado um Conselho Nacional de Trabalho de Guerra, [84] que melhorou as condições de trabalho nas fábricas, insistindo numa jornada de trabalho de oito horas, na proibição do trabalho infantil e em melhores condições de segurança. [85]
- Em 1918, foi criado o Serviço de Condições de Trabalho, que visava “melhorar as condições de trabalho dos trabalhadores da defesa durante a guerra”. Esta foi a primeira agência federal a promover a segurança ocupacional. [86]
- A United States Housing Corporation foi criada (1918) para construir projetos habitacionais para trabalhadores em tempos de guerra. [87]
- Lei de Assistência Civil a Soldados e Marinheiros de 1918
- A Comissão de Ajuste de Cantão criou conselhos para lidar com problemas de relações trabalhistas durante a guerra, o que levou ao uso generalizado do salário vigente pelo governo federal. De acordo com um estudo, “Esta também foi a primeira vez que o governo federal utilizou contratos para instituir mudanças sociais”. [86]
- No aniversário da entrada dos Estados Unidos na guerra (6 de abril de 1918), o Children's Bureau, financiado com US$ 150.000 da Dotação de Defesa do Presidente, lançou um programa nacional de educação em saúde chamado "Ano das Crianças". Essa campanha, que foi repetida no ano seguinte, forneceu informações "sobre a alimentação e os cuidados com os bebês para suas mães e envolveu a pesagem e medição de cerca de seis milhões de crianças". Os efeitos da campanha não foram temporários, pois vários estados criaram divisões de higiene infantil em seus departamentos de saúde pública, e o próprio estado da Califórnia estabeleceu 22 centros de saúde permanentes como resultado da iniciativa do bureau. Este programa levou à aprovação, no pós-guerra, da Lei Sheppard-Towner de 1921, [88] que também surgiu, de acordo com um estudo, “em grande parte como resultado do estímulo fornecido pela segunda Conferência da Casa Branca sobre o Bem-Estar Infantil, convocada pelo Presidente Woodrow Wilson em 1919” [89]

### Veteranos
- Lei de Seguro de Risco de Guerra de 1914.
- A Lei de Seguro de Risco de Guerra de 1917. [90]
- A Lei de Reabilitação de 1919 forneceu aos veteranos incapacitados propinas, livros e um subsídio de subsistência mensal entre 90 e 145 dólares. [91]
- Em 1917 e 1918, o Congresso aprovou legislação para fornecer financiamento para colônias agrícolas para soldados incapacitados, e colônias foram estabelecidas pelo Veteran's Bureau em Montana, Dakota do Sul, Dakota do Norte e Minnesota. Contudo, de acordo com um estudo, “tal como muitos outros esquemas coloniais nacionais, não tiveram sucesso durante muito tempo”. [92]
- O Serviço de Saúde Pública foi responsabilizado directamente pela hospitalização de veteranos ao abrigo da Lei de Seguro de Risco de Guerra (1919). [93]
- Durante o primeiro mandato de Wilson, foram assinadas emendas às pensões que “forneciam disposições mais liberais às viúvas de guerra, especialmente aquelas que se tinham casado depois de 1890 e cujos maridos não tinham morrido de causas originadas pelo serviço militar”. [94]
- A Lei de Reabilitação Vocacional Smith-Sears (1918) apoiou programas para ajudar veteranos com deficiência a retornar ao emprego civil após o fim da Primeira Guerra Mundial. [95]
- O Bureau of War Risk Insurance foi criado para fornecer assistência direta às famílias dos soldados. No final da Primeira Guerra Mundial, o departamento enviava cheques regulares a 2,1 milhões de famílias. [96]

### Educação
- A Lei Smith-Lever de 1914 vinculou a educação profissional em economia doméstica e agricultura ao sistema de faculdades com concessão de terras. [97]
- A Lei de Educação Vocacional Smith-Hughes estendeu as disposições Smith-Lever de 1914 e apoiou a formação de professores e outras instruções em ocupações industriais, economia doméstica e agricultura. [97]
- A Lei de Reabilitação Profissional Civil de 1920 (Lei Smith-Fess) autorizou um programa conjunto federal-estadual de reabilitação profissional para civis deficientes. [98]
- Ao abrigo da Lei de Reabilitação Profissional da Indústria de 1920 (Lei Smith-Bankhead), o Congresso começou a fornecer fundos federais para a cooperação com os estados na reabilitação profissional de pessoas com deficiência na indústria. [99]

### Constitucional
- A Lei Jones (Filipinas) de 1916
- A Lei Jones-Shafroth de 1917 concedeu a cidadania americana ao povo de Porto Rico. [100]
- A Décima Sexta Emenda à Constituição dos Estados Unidos criou o imposto de renda federal. [101]
- A Décima Sétima Emenda à Constituição dos Estados Unidos previa a eleição direta de senadores, que eram previamente escolhidos pelas suas legislaturas estaduais. [101]
- A Décima Nona Emenda à Constituição dos Estados Unidos foi aprovada (1920), concedendo às mulheres o direito de votar. [102]
- O Dia das Mães foi tornado feriado nacional oficial (1914). [103]

### Meio ambiente e obras públicas
- A Lei dos Rios e Portos de 1914
- A Lei dos Rios e Portos de 1915
- A Lei dos Rios e Portos de 1916
- Lei do Distrito de Irrigação de 1916 (Lei Smith)
- Lei de Controle de Inundações de 1917 (Lei Ransdell-Humphreys)
- Lei Federal de Energia Hídrica de 1920 (Lei Esch)

### Conservação
- Uma lei federal criou o Serviço Nacional de Parques, reunindo muitos locais históricos, monumentos e parques nacionais em uma única agência. [104]
- Lei do Parque Nacional Glacier de 1914.
- Lei de Refúgios de Caça e Vida Selvagem de 1916.
- Lei do Parque Nacional de Acadia de 1919.
- Lei do Parque do Grand Canyon de 1919.

## Livros
Em 1913, o livro de Woodrow Wilson, The New Freedom, foi publicado, detalhando seus pensamentos sobre os conceitos e o programa.  Ele já havia escrito outros dois livros, Congressional Government, publicado em 1900, seguido em 1901 por When a Man Comes to Himself.